# Rachel Thorn
Rachel Thorn (anteriormente Matt Thorn; Pensilvânia, 12 de maio de 1965) é uma antropóloga cultural e tradutora norte-americana. Sua principal obra é a análise e história do mangá shōjo.

## Biografia
Em 1985, Thorn foi estudante de intercâmbio na Universidade Konan, em Kobe, Japão, onde conheceu os mangás para aprender japonês. Foi especialmente a leitura de Thomas no Shinzō, da artista de mangá japonesa, Moto Hagio, que a levou a se dedicar intensamente aos mangás. Durante um mestrado em Estudos do Leste Asiático e do Pacífico na Universidade de Illinois, ela começou a se dedicar academicamente ao mangá shōjo em 1988. Ao mesmo tempo, começou a traduzir mangás do japonês para o inglês, incluindo Banana Fish, Ranma ½ e Nausicaä do Vale do Vento. Em 1991, começou um doutorado em antropologia cultural na Universidade Columbia e recebeu uma bolsa da Fundação Japão para sua pesquisa de campo na região industrial de Hanshin de 1994 a 1995. Escreveu uma coluna sobre mangás shōjo chamada Girls Stuff para a revista mensal americana Animerica mantida pela Viz Media.
Em 1997, mudou-se para Quioto, onde começou a lecionar na Universidade particular Quioto-Seika, hoje conhecida principalmente por seu Instituto de Estudos de Mangá. A partir de 1998, Thorn participou da criação desse instituto e, desde 2000, é professora titular da universidade. De 2003 a 2005, foi jurada do Prêmio Cultural Osamu Tezuka e participou de várias convenções anuais de anime, incluindo a Otakon 2004, em Baltimore.
Thorn continua traduzindo mangás do japonês para o inglês. Desde março de 2010, ela trabalha em uma série de traduções de mangás coeditada pela editora japonesa Shogakukan e pela americana Fantagraphics  destinadas a leitores mais velhos e exigentes do que a maioria das traduções de mangás para o inglês. A primeira tradução foi uma seleção de contos de Moto Hagio (A Drunken Dream and Other Stories).
Thorn deseja ser tratada por pronomes femininos e se descreve em seu site como transgênero (“Embora geralmente se apresente como homem, ela se identifica como mulher. ‘Ela/dela’, por favor.”). Ela abandonou seu primeiro nome, Matt, pelo qual ficou conhecida no início de sua carreira.